# Tim van Dijke
Tim van Dijke (Goes, 15 marzo 2000) è un ciclista su strada e ciclocrossista olandese che corre per il team Red Bull-Bora-Hansgrohe; è professionista dal 2022.

## Biografia
È il fratello gemello di Mick van Dijke, anch'egli ciclista.

## Palmarès

### Strada
- 2021 (Jumbo-Visma Development Team, due vittorie)

Campionati olandesi, Prova in linea Under-23
6ª tappa Giro di Croazia (Samobor > Zagabria)
- 2022 (Jumbo-Visma, una vittoria)

Prologo Sibiu Cycling Tour (Sibiu > Sibiu, cronometro)

#### Altri successi
- 2019 (Dilettanti)

Ronde van Oud-Vossemeer
- 2021 (Jumbo-Visma Development Team)

1ª tappa Kreiz Breizh Elites (Ploumagoar, cronosquadre)
- 2022 (Jumbo-Visma)

Prologo Tour de l'Avenir (La Roche-sur-Yon, cronosquadre)
Classifica scalatori Giro della Repubblica Ceca

## Piazzamenti

### Grandi Giri
- Giro d'Italia

2024: 105º

### Classiche monumento
- Milano-Sanremo

2024: 158º
- Giro delle Fiandre

2023: 42º
2024: 30°
2025: 52º
- Parigi-Roubaix

2023: 43º
2024: 16º
2025: 30º

### Competizioni mondiali
- Campionati del mondo di ciclocross

Bogense 2019 - Under-23: 17º
Dübendorf 2020 - Under-23: 19º
Ostenda 2021 - Under-23: 10º
- Campionati del mondo

Fiandre 2021 - In linea Under-23: 48º
Wollongong 2022 - In linea Under-23: 40º
Glasgow 2023 - Staffetta mista: 7º

### Competizioni europee
- Campionati europei di ciclocross

Silvelle 2019 - Under-23: 5º
Rosmalen 2020 - Under-23: 6º
- Campionati europei

Trento 2021 - Cronometro Under-23: 30º
Trento 2021 - In linea Under-23: 45º